# Championnat du circuit de snooker 2022
Le championnat du circuit 2022 est un tournoi de snooker de catégorie classée comptant pour la saison 2021-2022. L'épreuve se déroule du 28 mars au 3 avril 2022 au Venue Cymru de Llandudno, au Pays de Galles. Elle est organisée par la WPBSA et parrainée par la société de vente de voitures en ligne Cazoo.

## Déroulement

### Contexte avant le tournoi
Ce tournoi se présente comme la troisième et dernière épreuve de la Coupe Cazoo, un ensemble de trois tournois britanniques inscrits au programme de la saison 2021-2022 de snooker. Il a commencé en décembre 2021 avec le Grand Prix mondial et s'est poursuivi en février 2022 avec le championnat des joueurs. Le dirigeant de la WPBSA Barry Hearn a décidé de mettre en place ce trio de tournois afin d'animer la fin de saison à la manière de la FedEx Cup en golf. En effet, le champ des joueurs se réduit au fur et à mesure des tournois : ils sont 32 qualifiés pour le Grand Prix mondial, puis 16 pour le championnat des joueurs et seulement 8 pour ce tournoi, en se basant sur le classement mondial de la saison en cours.
Le tenant du titre est Neil Robertson, qui avait battu Ronnie O'Sullivan 10 manches à 4 en finale l'an passé.

### Faits marquants
Neil Robertson et Ronnie O'Sullivan ont tous les deux réalisé dix centuries au cours du tournoi, l'anglais devenant le premier joueur à réaliser cinq centuries sur deux matchs consécutifs.
Robertson défend son titre, en écartant O'Sullivan 10-9 en demi-finales et John Higgins 10-9 également en finale, alors qu'il était mené 9-4 par l'écossais. Il qualifie cette remontée comme le plus beau comeback de sa carrière. Robertson s'adjuge la coupe Cazoo et le bonus de 100 000 £, lui qui avait déjà été finaliste du Grand Prix mondial et vainqueur du Championnat des joueurs.

## Dotation
La répartition des prix est la suivante :
- Vainqueur : 150 000 £
- Finaliste : 60 000 £
- Demi-finaliste : 40 000 £
- Quart de finaliste : 20 000 £
- Meilleur break : 10 000 £

Dotation totale : 380 000 £

## Liste des qualifiés
Selon une liste spécifique établie sur une seule année — à l'opposé des classements usuels établis sur deux années —, les 8 joueurs qualifiés sont ceux ayant obtenu le plus de points depuis le Championnat de la ligue 2021 jusqu'à l'Open de Gibraltar 2022.
| Rang | Joueur            | Points totaux | Résultat          | Résultat                      |
| ---- | ----------------- | ------------- | ----------------- | ----------------------------- |
| 1    | Zhao Xintong      | 311 500       | Quarts de finale  | éliminé par John Higgins      |
| 2    | Neil Robertson    | 261 000       | Vainqueur         | face à John Higgins           |
| 3    | Ronnie O'Sullivan | 232 500       | Demi-finales      | éliminé par Neil Robertson    |
| 4    | Judd Trump        | 216 000       | Quarts de finales | éliminé par Luca Brecel       |
| 5    | Luca Brecel       | 205 500       | Demi-finales      | éliminé par John Higgins      |
| 6    | Mark Williams     | 166 500       | Quarts de finale  | éliminé par Ronnie O'Sullivan |
| 7    | Mark Allen        | 160 000       | Quarts de finale  | éliminé par Neil Robertson    |
| 8    | John Higgins      | 147 500       | Finale            | éliminé par Neil Robertson    |

## Tableau
|  | Quarts de finale au meilleur des 19 manches | Quarts de finale au meilleur des 19 manches | Quarts de finale au meilleur des 19 manches |                |                | Demi-finales au meilleur des 19 manches | Demi-finales au meilleur des 19 manches | Demi-finales au meilleur des 19 manches |  |  | Finale au meilleur des 19 manches | Finale au meilleur des 19 manches | Finale au meilleur des 19 manches |
|  |                                             |                                             |                                             |                |                |                                         |                                         |                                         |  |  |                                   |                                   |                                   |
|  | 1                                           | Zhao Xintong                                | 9                                           |                |                |                                         |                                         |                                         |  |  |                                   |                                   |                                   |
|  | 8                                           | John Higgins                                | 10                                          |                |                |                                         |                                         |                                         |  |  |                                   |                                   |                                   |
|  | 8                                           | John Higgins                                | 10                                          |                | 8              | John Higgins                            | 10                                      |                                         |  |  |                                   |                                   |                                   |
|  |                                             |                                             |                                             |                | 8              | John Higgins                            | 10                                      |                                         |  |  |                                   |                                   |                                   |
|  |                                             | 5                                           | Luca Brecel                                 | 7              |                |                                         |                                         |                                         |  |  |                                   |                                   |                                   |
|  | 4                                           | 5                                           | Luca Brecel                                 | 7              | Judd Trump     | 6                                       |                                         |                                         |  |  |                                   |                                   |                                   |
|  | 4                                           |                                             |                                             |                | Judd Trump     | 6                                       |                                         |                                         |  |  |                                   |                                   |                                   |
|  | 5                                           | Luca Brecel                                 | 10                                          |                |                |                                         |                                         |                                         |  |  |                                   |                                   |                                   |
|  |                                             |                                             |                                             |                |                |                                         |                                         |                                         |  |  | 8                                 | John Higgins                      | 9                                 |
|  |                                             |                                             | 2                                           | Neil Robertson | 10             |                                         |                                         |                                         |  |  |                                   |                                   |                                   |
|  | 3                                           | Ronnie O'Sullivan                           | 10                                          |                |                |                                         |                                         |                                         |  |  |                                   |                                   |                                   |
|  | 6                                           | Mark Williams                               | 9                                           |                |                |                                         |                                         |                                         |  |  |                                   |                                   |                                   |
|  | 6                                           | Mark Williams                               | 9                                           |                | 3              | Ronnie O'Sullivan                       | 9                                       |                                         |  |  |                                   |                                   |                                   |
|  |                                             |                                             |                                             |                | 3              | Ronnie O'Sullivan                       | 9                                       |                                         |  |  |                                   |                                   |                                   |
|  |                                             | 2                                           | Neil Robertson                              | 10             |                |                                         |                                         |                                         |  |  |                                   |                                   |                                   |
|  | 2                                           | 2                                           | Neil Robertson                              | 10             | Neil Robertson | 10                                      |                                         |                                         |  |  |                                   |                                   |                                   |
|  | 2                                           |                                             |                                             |                | Neil Robertson | 10                                      |                                         |                                         |  |  |                                   |                                   |                                   |
|  | 7                                           | Mark Allen                                  | 6                                           |                |                |                                         |                                         |                                         |  |  |                                   |                                   |                                   |

## Finale
| Finale au meilleur des 19 manches Arbitre : Brendan Moore |                          |                              |
| John Higgins (8) Écosse                                   | 9 - 10 ( - )             | Neil Robertson (2) Australie |
| 3 136                                                     | Centuries Meilleur break | 3 130                        |
| Neil Robertson remporte le Championnat du circuit 2022    |                          |                              |

## Centuries
- 140, 103  Judd Trump
- 136, 127, 126, 108  John Higgins
- 131, 128, 128, 127, 125, 112, 106, 106, 100, 100  Ronnie O'Sullivan
- 130, 130, 129, 125, 125, 121, 117, 115, 108, 103  Neil Robertson
- 128, 124, 108  Zhao Xintong
- 108, 105, 100  Luca Brecel
- 103  Mark Williams